# HD 34445
HD 34445 é uma estrela na constelação de Orion. Tem uma magnitude aparente visual de 7,31, sendo invisível a olho nu. De acordo com dados de paralaxe, do segundo lançamento do catálogo Gaia, está localizada a uma distância de 150,5 anos-luz (46,2 parsecs) da Terra.
Esta é uma estrela de classe G da sequência principal com um tipo espectral de G0V e temperatura efetiva de 5 836 K, sendo mais massiva e maior que o Sol, com 107% da massa solar e 138% do raio solar. Com uma magnitude absoluta de 4,04, esta estrela está 0,8 magnitudes acima da sequência principal, possuindo uma alta luminosidade igual ao dobro da solar. A alta luminosidade junto com um baixo nível de atividade cromosférica indicam uma idade alta, estimada em 8,5 bilhões de anos. HD 34445 tem uma metalicidade, a abundância de elementos além de hidrogênio e hélio, superior à solar, possuindo 138% da proporção de ferro do Sol.
HD 34445 possui um grande sistema planetário de seis planetas extrassolares conhecidos. O planeta mais massivo foi o primeiro detectado e teve sua descoberta publicada em 2010, enquanto os outros cinco foram descobertos em 2017. Todos foram detectados por espectroscopia Doppler a partir de um total de 333 medições precisas de velocidade radial feitas por vários telescópios entre 1998 e 2014. Todos são planetas massivos com massas mínimas entre 0,05 e 0,63 vezes a massa de Júpiter (17 a 200 massas terrestres), e orbitam a estrela em órbitas quase circulares com semieixos maiores variando entre 0,27 e 2,08 UA e períodos entre 49 e 5700 dias.
| Planeta | Massa              | Semieixo maior (UA) | Período orbital (dias) | Excentricidade |
| ------- | ------------------ | ------------------- | ---------------------- | -------------- |
| b       | 0,629 ± 0,028 MJ   | 2,075 ± 0,016       | 1056,7 ± 4,7           | 0,014 ± 0,035  |
| c       | 0,168 ± 0,016 MJ   | 0,7181 ± 0,0049     | 214,67 ± 0,45          | 0,036 ± 0,071  |
| d       | 0,097 ± 0,13 MJ    | 0,4817 ± 0,0033     | 117,87 ± 0,18          | 0,027 ± 0,051  |
| e       | 0,0529 ± 0,0089 MJ | 0,2687 ± 0,0019     | 49,175 ± 0,045         | 0,090 ± 0,062  |
| f       | 0,119 ± 0,021 MJ   | 1,543 ± 0,016       | 676,8 ± 7,9            | 0,031 ± 0,057  |
| g       | 0,38 ± 0,13 MJ     | 6,36 ± 1,02         | 5700 ± 1500            | 0,032 ± 0,080  |